# Пассапатанзі (Вірджинія)
Пассапатанзі (англ. Passapatanzy) — переписна місцевість (CDP) у США, в окрузі Кінг-Джордж штату Вірджинія. Населення — 1244 особи (2020).

## Географія
Пассапатанзі розташоване за координатами 38°17′41″ пн. ш. 77°19′57″ зх. д. / 38.29472° пн. ш. 77.33250° зх. д. (38.294759, -77.332442).  За даними Бюро перепису населення США в 2010 році переписна місцевість мала площу 5,28 км², з яких 5,27 км² — суходіл та 0,01 км² — водойми.

## Демографія
Згідно з переписом 2010 року, у переписній місцевості мешкали 1283 особи в 419 домогосподарствах у складі 329 родин. Густота населення становила 243 особи/км².  Було 439 помешкань (83/км²).
Расовий склад населення:
| - 78,8 % — білих - 16,0 % — чорних або афроамериканців - 0,7 % — азіатів - 0,2 % — корінних американців - 1,3 % — осіб інших рас |

До двох чи більше рас належало 3,0 %. Частка іспаномовних становила 3,3 % від усіх жителів.
За віковим діапазоном населення розподілялося таким чином: 31,0 % — особи молодші 18 років, 63,1 % — особи у віці 18—64 років, 5,9 % — особи у віці 65 років та старші. Медіана віку мешканця становила 33,0 року. На 100 осіб жіночої статі у переписній місцевості припадало 102,4 чоловіків;  на 100 жінок у віці від 18 років та старших — 99,8 чоловіків також старших 18 років.
Середній дохід на одне домашнє господарство  становив 81 610 доларів США (медіана — 72 188), а середній дохід на одну сім'ю — 82 357 доларів (медіана — 74 079). За межею бідності перебувало 1,2 % осіб, у тому числі 0,0 % дітей у віці до 18 років та 8,5 % осіб у віці 65 років та старших.
Цивільне працевлаштоване населення становило 616 осіб. Основні галузі зайнятості: публічна адміністрація — 28,2 %, освіта, охорона здоров'я та соціальна допомога — 16,7 %, мистецтво, розваги та відпочинок — 15,1 %.